# SMPTE 259M
SMPTE 259M est un standard publié par la SMPTE qui décrit une interface numérique série sur 10 bits à des débits de 143/270/360 Mb/s.
Le but de « SMPTE 259 M » est de définir une interface numérique en série (basé sur un câble coaxial). Cette interface est couramment appelée SDI (Serial Digital Interface) ou SD-SDI.
Il y a 4 débits définis, qui sont actuellement utilisés pour transférer les standards vidéos suivants :
| Variante     | Débit      | Ratio d'aspect | Nombre total de lignes (par image) | Pixels actifs | Lignes actives | Fréquence d'image |
| ------------ | ---------- | -------------- | ---------------------------------- | ------------- | -------------- | ----------------- |
| SMPTE 259M-A | 143 Mbit/s | 4:3            | 525                                | 768           | 486            | 60i               |
| SMPTE 259M-B | 177 Mbit/s | 4:3            | 625                                | 948           | 576            | 50i               |
| SMPTE 259M-C | 270 Mbit/s | 4:3 ou 16:9    | 525                                | 720           | 486            | 60i               |
| SMPTE 259M-C | 270 Mbit/s | 4:3 ou 16:9    | 625                                | 720           | 576            | 50i               |
| SMPTE 259M-D | 360 Mbit/s | 16:9           | 525                                | 960           | 486            | 60i               |